# Franz Tamayo (provins)

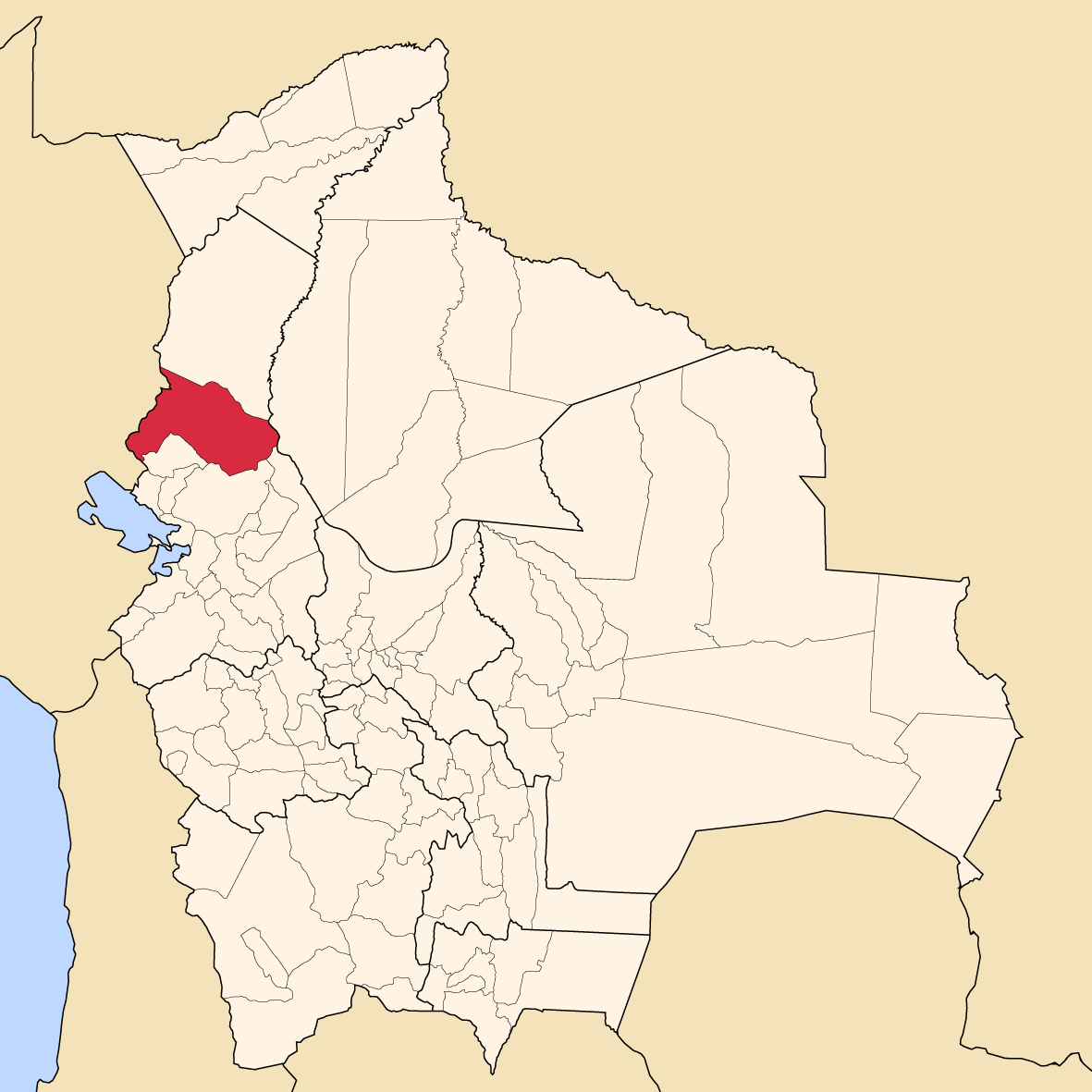
Provinsens läge i Bolivia

Franz Tamayo är en provins i departementet La Paz i Bolivia. Den administrativa huvudorten är Apolo. Provinsen hette Caupolicán från 23 januari 1826, döpt efter mapucheledaren Caupolicán. Den bytte namn 20 december 1967 till Franz Tamayo efter den bolivianske författaren och politikern Franz Tamayo.
Referenser
1. ↑   Mobility and migration in indigenous Amazonia : contemporary ethnoecological perspectives. Berghahn Books. 2009. ISBN 1845455630. OCLC 230182549. https://www.worldcat.org/oclc/230182549